# Timia paramoena
Timia paramoena är en tvåvingeart som beskrevs av Willi Hennig 1940. Timia paramoena ingår i släktet Timia och familjen fläckflugor.
Artens utbredningsområde är Turkmenistan. Inga underarter finns listade i Catalogue of Life.